# Dara Torres
Dara Grace Torres, född 15 april, 1967, är en amerikansk simmare. Hon är den första amerikanska simmaren som tävlat i fem olympiska spel 1984, 1988, 1992, 2000 och 2008.
Torres har vunnit elva olympiska medaljer (fyra guld, tre silver, fyra brons), fem av dem vann hon under OS i Sydney 2000, 33 år gammal. Hon har vunnit åtminstone en medalj i alla av de fem olympiska spel som hon deltagit i, som en av få olympier som tagit medalj i fem olympiska spel.
Hon har arbetat som reporter på kanaler som NBC, ESPN, TNT, OLN och Fox News Channel.
Dara Torres är gift och har en dotter, född 2007.